# Elektrownia jądrowa Dresden
Elektrownia jądrowa Dresden – czynna amerykańska elektrownia jądrowa; pierwsza na świecie prywatna elektrownia jądrowa. Aktywne są w niej 2 z 3 reaktorów, wszystkie typu wodnowrzącego. Położona w okręgu Grundy, w stanie Illinois, nad rzeką Illinois, niedaleko miasta Morris, około 95 kilometrów na południe od Chicago.
W elektrowni jest zatrudnionych około 900 osób. Zakład odprowadza rocznie około 22 mln. USD podatków i 74 mln USD w postaci pensji.
Blok nr 1 posiada tytuł zabytku historii techniki jądrowej przyznany przez American Nuclear Society.

## Dane techniczne
| Nr bloku                 | Blok 1               | Blok 2           | Blok 3               |
| ------------------------ | -------------------- | ---------------- | -------------------- |
| Typ                      | BWR                  | BWR              | BWR                  |
| Model                    |                      | BWR-3 Mark I     | BWR-3 Mark I         |
| Status                   | Wyłączony            | Aktywny          | Aktywny              |
| Dostawca                 | General Electric     | General Electric | General Electric     |
| Data rozpoczęcia budowy  | 1 maja 1956          | 10 stycznia 1966 | 14 października 1966 |
| Data osiąg. stanu kryt.  | 15 października 1959 | 7 stycznia 1970  | 12 stycznia 1971     |
| Data włączenia do sieci  | 15 kwietnia 1960     | 13 kwietnia 1970 | 22 lipca 1971        |
| Data trwałego wyłączenia | 31 października 1978 |                  |                      |
| Moc elektryczna netto    | 197 MW               | 883 MW           | 850 MW               |
| Moc elektryczna brutto   | 207 MW               | 926 MW           | 890 MW               |
| Moc termiczna            | 700 MW               | 2957 MW          | 2957 MW              |
| Współczynnik wydajności  | 63,04 %              | 70,1 %           | 69,8 %               |

### Blok nr 1
Blok został zbudowany w drugiej połowie lat 50. XX wieku przez przedsiębiorstwo Bechtel. Przez 18 lat pracy bloku nie miały tam miejsca żadne poważniejsze wypadki lub awarie. W latach 60. XX wieku odnotowano małe wycieki pary i korozję jej orurowania.
Między wrześniem a grudniem 1964 miało miejsce kilka uszkodzeń paliwa jądrowego, w wyniku których do pierwotnego obiegu chłodzenia dostały się pewne ilości radioizotopów. W trakcie planowych przerw w działaniu blok, np. podczas 6. częściowej wymiany paliwa, dokonano wymiany urządzeń wykonanych ze stopów miedziowo-niklowych, które ulegały korozji. Wymieniono je na elementy wykonane ze stali nierdzewnej 304L. Na uwalnianie się substancji radioaktywnych mogło mieć też wpływ zastosowanie stali węglowej w zapasowym systemie podawania wody.
Ostatecznie zdecydowano się na odkażenie obiegu pierwotnego i wymianę pozostałego sprzęt na zgodny z nowymi regulacjami państwowymi. W tym celu 31 października 1978 roku wyłączono reaktor. W trakcie prac w Stanach Zjednoczonych zaczęły obowiązywać nowe regulacje, będące wynikiem wypadku w elektrowni Three Mile Island. Koszty dostosowania bloku nr 1 do nowych przepisów oceniono na ponad 300 mln USD. Właściciel elektrowni, wówczas Commonwealth Edison, uznał, że blok nie jest wart takiej inwestycji. Bloku już nie włączono z powrotem.
W 1984 dokonano planowanego odkażenia obiegu pierwotnego, usuwając z niego 753 kiurów kobaltu-60 i 12,4 kiurów cezu-137. W lipcu 1986 amerykański nadzór jądrowy zmienił status licencji bloku nr 1 na „posiadanie bez podejmowania pracy”.

#### Plany demontażu
Od czasu wyłączenia bloku znajduje się on w stanie „bezpiecznego magazynowania” (ang. safe storage). Plan jego demontażu został przyjęty we wrześniu 1993 roku, a w 1998 zaktualizowany pod kątem nowych regulacji. Prócz fizycznego odizolowania go od pozostałych dwóch bloków, nie prowadzone są tam żadne większe prace. Zmagazynowane wypalone paliwo jądrowe zostało przeniesione na wspólne składowisko wypalonego paliwa na terenie elektrowni (108 zestawów paliwowych).
Do końca okresu bezpiecznego magazynowania, tj. do roku 2027, blok podlega regularnemu monitoringowi i inspekcjom.
Prace nad demontażem potrwają od 2029 do 2031 roku. Po kolejnych czterech latach, w latach 2035-2036, nastąpi rewitalizacja terenu, w tym zburzenie pozostałych budynków i usunięcie skażonego gruntu. Zakończenie prac przewidziane jest na rok 2036.

### Bloki nr 2 i 3
W październiku 2004 amerykańska NRC odnowiła licencję na pracę obu bloków na kolejne 20 lat, tj. odpowiednio do 2030 i 2031 roku.
Do roku 1996 operator elektrowni musiał zapłacić łącznie 1,6 mln USD grzywien w ramach odpowiedzialności za 25 incydentów, w tym:
- dopuszczenie 15 maja 1996 do obniżenia się poziomu wody w rdzeniu reaktora, co spowodowało jego automatyczne wyłączenie. W konsekwencji NRC umieściła elektrownię na liście obiektów wymagających ściślejszego nadzoru. W latach 1987–1996 elektrownia Dresden znajdowała się na niej przez rekordowe w Stanach Zjednoczonych 6 lat;
- wyciek hipochloratu sodu z 16 lipca 2011 roku.